# Military Sealift Command

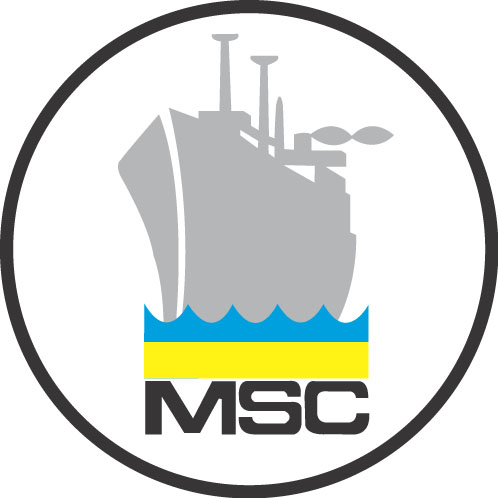
Ship Logo

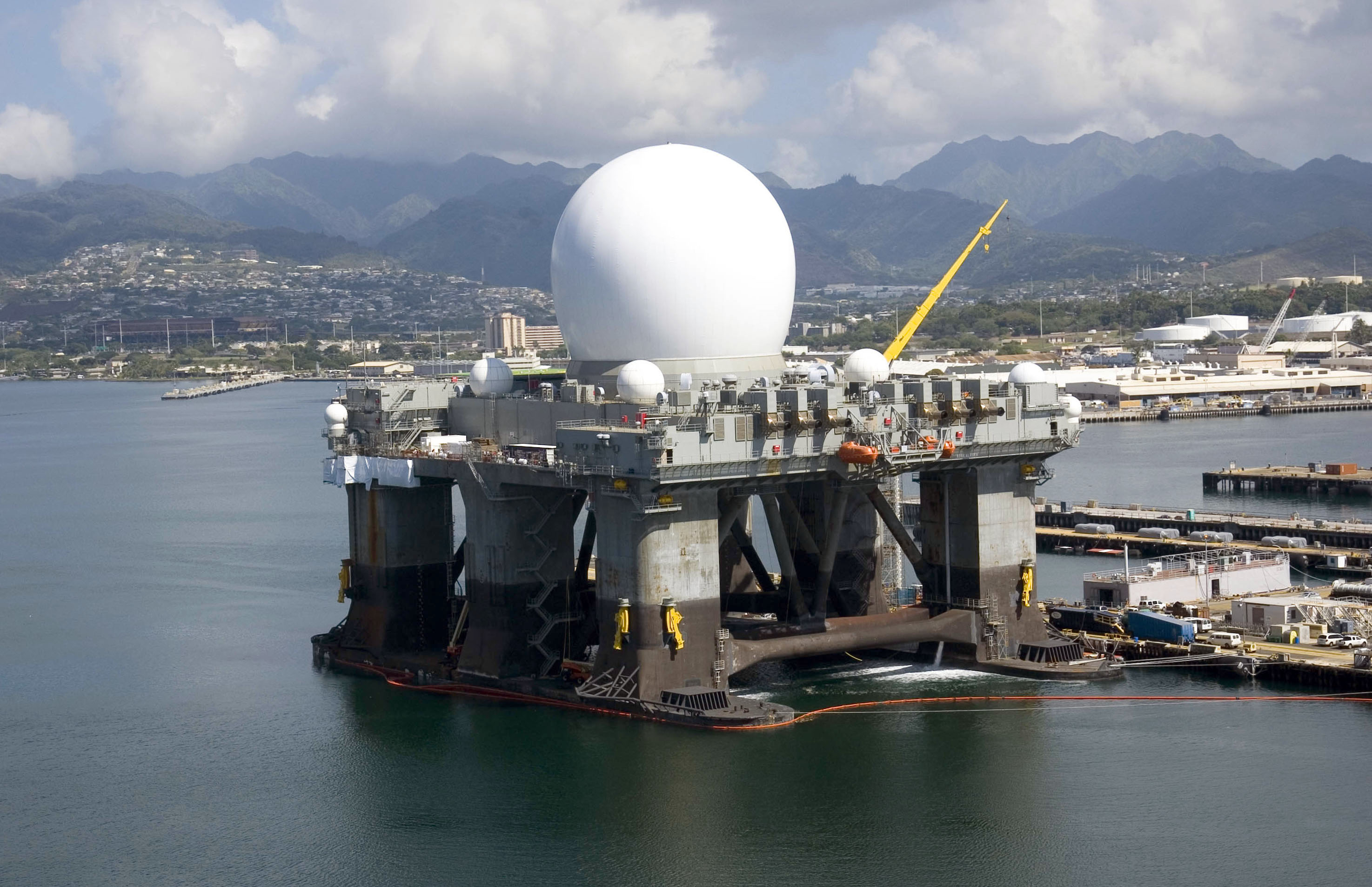
SBX-1

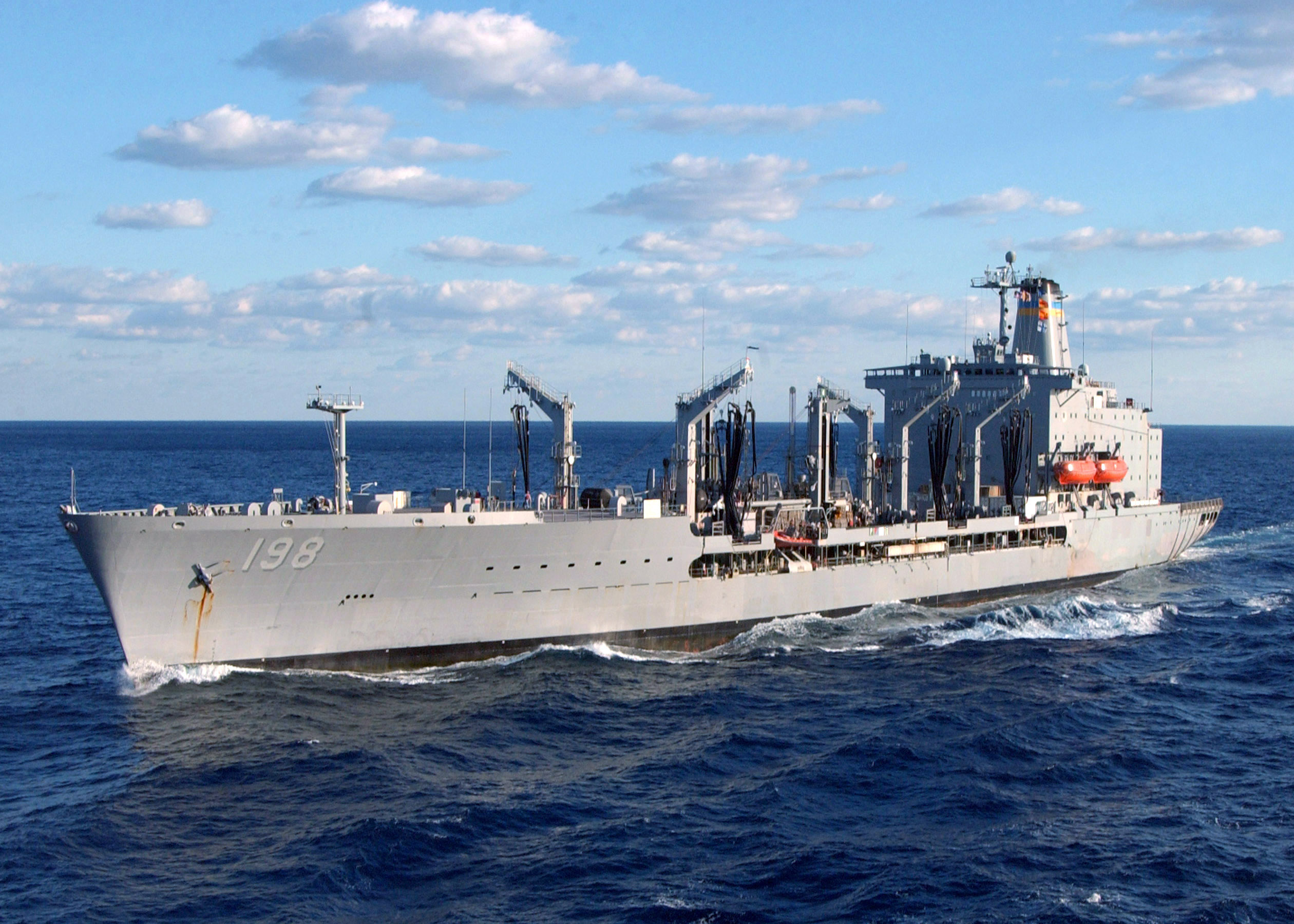
USNS Big Horn (T-AO 198)

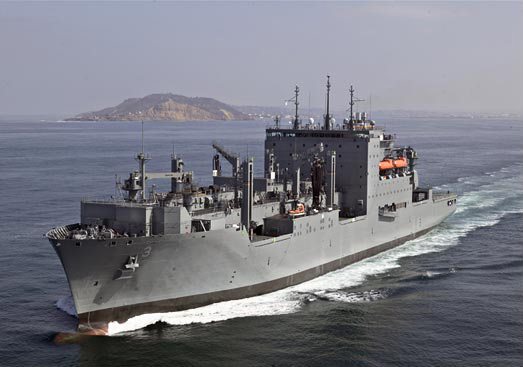
USNS Alan Shepard (T-AKE 3)

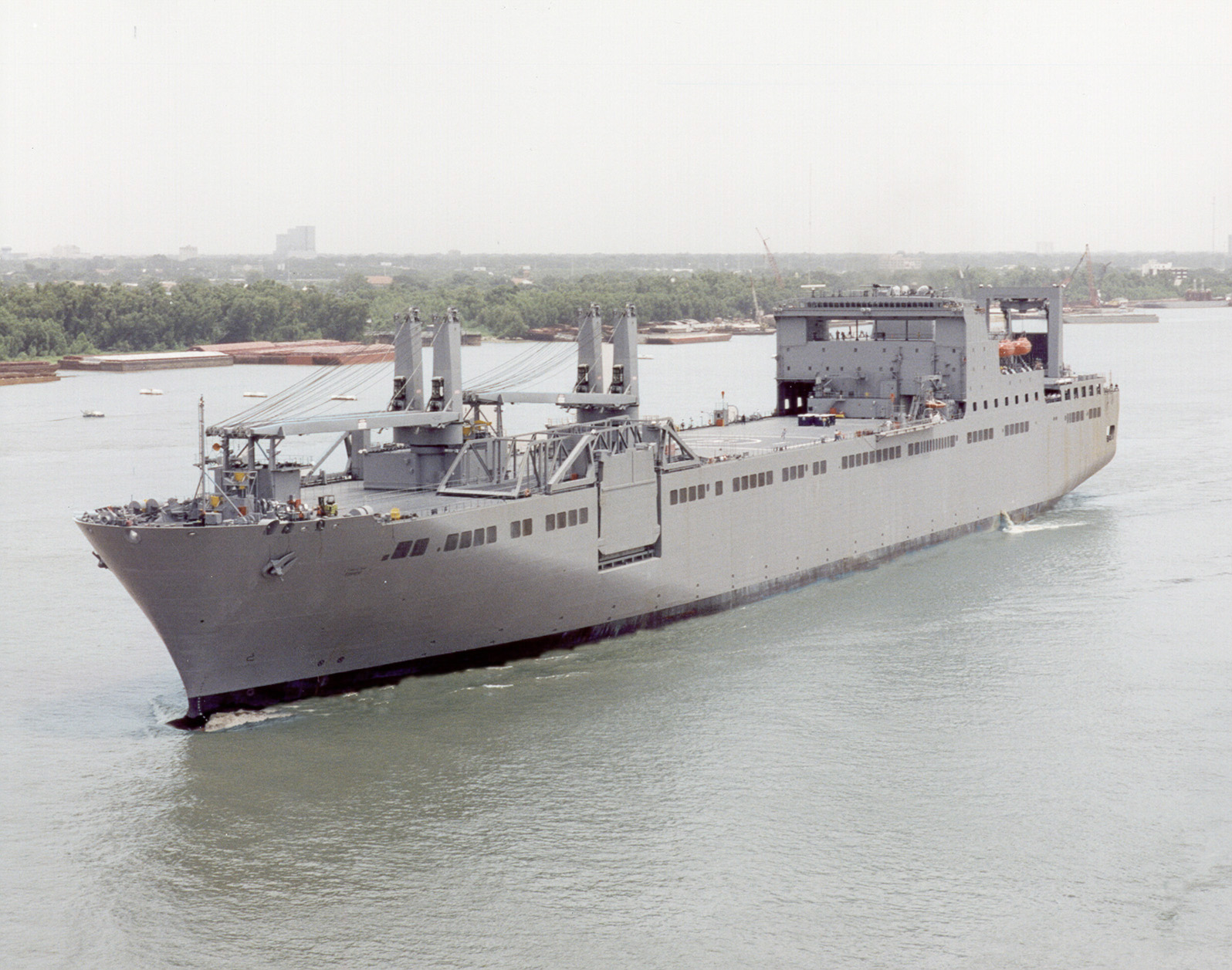
USNS Fisher (T-AKR 301)

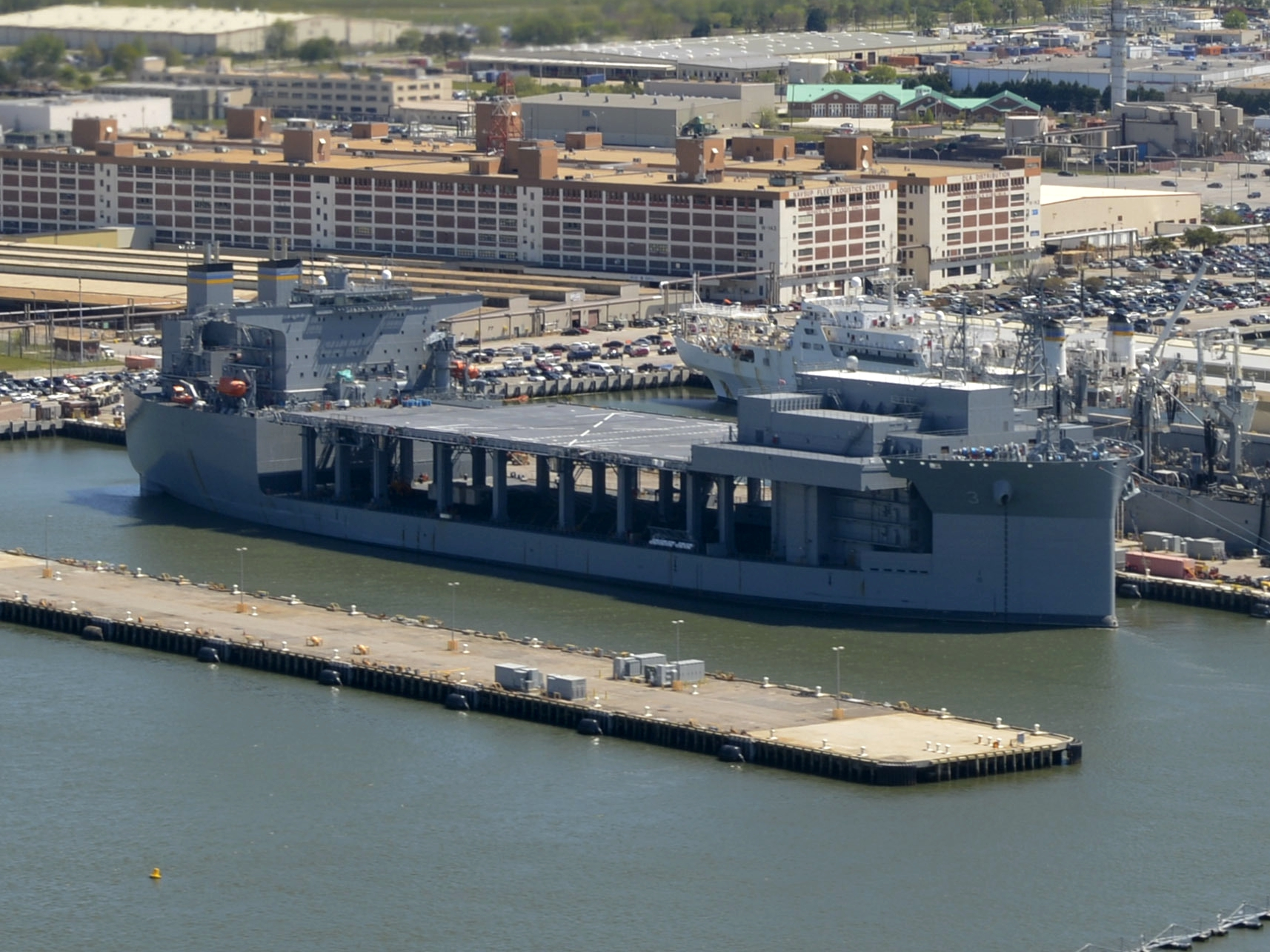
USNS Lewis B. Puller (ESB 3)

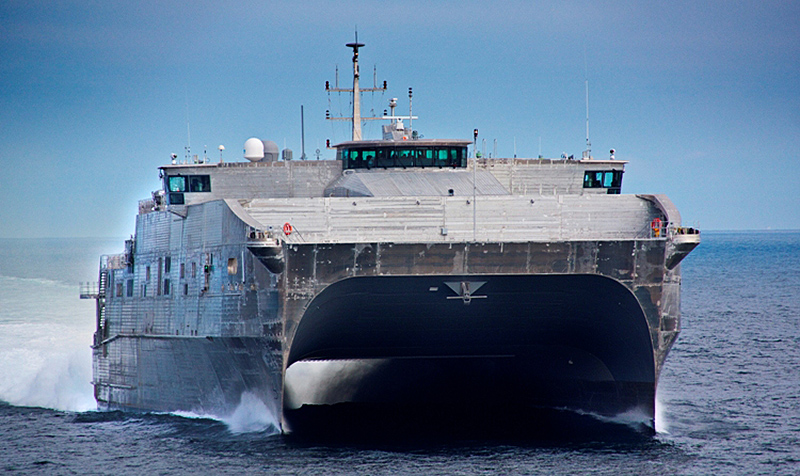
USNS Spearhead (T-EPF 1)

Il Comando Trasporto Marittimo Militare (MSC) è una componente dell'U.S. Navy responsabile di tutte le sue unità navali ausiliarie e di supporto. Fornisce inoltre i mezzi allo United States Transportation Command.

## Missione
Le unità del comando sostengono le operazioni militari delle forze armate americane, provvedendo al rifornimento delle forze navali attraverso la Forza logistica da combattimento (CLF) e al dispiegamento avanzato delle truppe dell'U.S.Army, del corpo dei Marines e dell'U.S.Air Force. Inoltre fornisce supporto a varie attività di agenzie e servizi del governo americano.

## Organizzazione
Il comando è rappresentato geograficamente da 5 comandi d'area, i quali esercitano il controllo tattico su tutte le forze assegnate dallo U.S. Transportation Command e a tutte le unità non assegnate ai comandi delle flotte numerate:
- MSC Atlantic (MSCLANT) - Command Task force 83, USFLTFORCOM (CTF-83), Base Norfolk, Virginia;
- MSC Pacific (MSCPAC) - Command Task Force 33, 3rd Fleet (CTF-33), Base Point Loma, California;
- MSC Europe & Africa (MSCEURAF) - Command Task Force 63, 6th Fleet (CTF-63), Base Napoli, Italia;
- MSC Central (MSCCENT) - Command Task Force 53, 5th Fleet (CTF-53), Base Manama, Bahrain;
- MSC Far East (MSCFE) Command Task Force 73, 7th Fleet (CTF-73), Base Singapore.

Le navi vengono a loro volta suddivise in 7 differenti programmi:
- Petroliere (PM1) - Parte della Forza logistica da combattimento (CLF), provvede a fornire carburante per la propulsione delle navi, per le operazioni aeree e per la produzione di energia.
  - 14 Petroliere classe Henry J. Kaiser e 2 classe John Lewis:
    - Atlantic Fleet
      - USNS Joshua Humphreys (T-AO 188)
      - USNS John Lenthall (T-AO 189)
      - USNS Leroy Grumman (T-AO 195)
      - USNS Kanawha (T-AO 196)
      - USNS Patuxent (T-AO 201)
      - USNS Laramie (T-AO 203)

    - Pacific Fleet San Diego
      - USNS Henry J. Kaiser (T-AO 187)
      - USNS Guadalupe (T-AO 200)
      - USNS Yukon (T-AO 202)
      - USNS John Lewis (T-AO 205)
      - USNS Harvey Milk (T-AO 206)

    - Pacific Fleet Far East - Singapore
      - USNS John Ericsson (T-AO 194)
      - USNS Pecos (T-AO 197)
      - USNS Big Horn (T-AO 198)
      - USNS Tippecanoe (T-AO 199)
      - USNS Rappahannock (T-AO 204)
- Missioni Speciali (PM2) - Provvede a fornire piattaforme operative e particolari servizi ad una varietà di missioni militari e governative.
  - 2 Navi per l'osservazione di test missilistici
    - USNS Invincible (T-AGM 24)
    - USNS Howard O. Lorenzen (T-AGM 25)

  - 1 Nave per il supporto a test per la navigazione USNS Waters (T-AGS 45);
  - 1 Nave ripara cavi USNS Zeus (T-ARC 7) - Provvede alla manutenzione del SOSUS;
  - 4 Navi di sorveglianza oceanica classe Victorious - Utilizzano il SURTASS per la ricerca ed identificazione a lungo raggio di sottomarini
    - USNS Victorious (T-AGOS 19)
    - USNS Able (T-AGOS 20)
    - USNS Effective (T-AGOS 21)
    - USNS Loyal (T-AGOS 22)

  - 1 Nave di sorveglianza oceanica classe Impeccable - Utilizza il SURTASS per la ricerca ed identificazione a lungo raggio di sottomarini
    - USNS Impeccable (T-AGOS 23)

  - 6 Navi da ricerca oceanografica classe Pathfinder
    - USNS Pathfinder (T-AGS 60)
    - USNS Bowditch (T-AGS 62)
    - USNS Henson (T-AGS 63)
    - USNS Bruce C. Heezen (T-AGS 64)
    - USNS Mary Sears (T-AGS 65)
    - USNS Maury (T-AGS 66)

  - 1 Piattaforma marina per Radar in banda X (SBX-1);
  - 5 Navi di supporto ai sottomarini e alle forze speciali
    - USNS Black Powder (T-AGSE 1)
    - USNS Westwind (T-AGSE 2)
    - USNS Eagleview (T-AGSE 3)
    - USNS Arrowhead (T-AGSE 4)
- Pre-posizionamento (PM3) - Queste unità sono il fulcro della strategia di pronto intervento delle forze armate statunitensi. Basate in zone chiave assicurano una rapida disponibilità di equipaggiamento militare e di viveri durante i conflitti, operazioni umanitarie od altre situazioni contingenti. Le 18 navi appoggiano l'esercito, la marina, l'aviazione e l'agenzia della difesa per la logistica, provvedendo a spostamenti rapidi ed efficaci di equipaggiamenti militari tra diverse zone operative senza dipendere dalla rete dei trasporti di altre nazioni. Queste unità danno ai comandi combattenti unificati la sicurezza di avere ciò di cui hanno bisogno nel più breve tempo possibile per rispondere ad una crisi internazionale. Il pre-posizionamento include una combinazione di navi governative, navi mercantili a noleggio e navi attivate dalla riserva. Tutti gli equipaggi sono formati da marinai civili che lavorano per compagnie private sotto contratto con il MSC. Oltre alle unità predisposte al trasporto di equipaggiamento militare il programma comprende anche piattaforme mobili da sbarco progettate per servire come basi marittime mobili o banchine galleggianti in caso di un difficile accesso alle infrastrutture portuali e due imbarcazioni predisposte alla distribuzione petrolifera lontano dalla costa fino a 8 miglia.
  - 2 Piattaforme mobili da sbarco classe Montford Point:
    - USNS Montford Point (T-ESD 1) - MSPRON two
    - USNS John Glenn (T-ESD 2) - MSPRON three

  - 4 Basi mobili di spedizione
    - USS Lewis B. Puller (ESB 3), base Manama, Bahrain
    - USS Hershel "Woody" Williams (ESB 4), base Creta, Grecia
    - USS Miguel Keith (ESB 5), base Saipan
    - USS John L.Canley (ESB 6), base San Diego
    - USS Robert E.Simanek (ESB 7) (in costruzione)

  - 2 Sistemi per la distribuzione petrolifera in mare aperto:
    - USNS VADM K.R. Wheeler (T-AG 5001) - MSPRON three
    - USNS Fast Tempo - MSPRON two

  - Navi della Forza Marittima di Pre-posizionamento (PREPO) - Provvedono al supporto del corpo dei Marines ed al suo rapido dispiegamento a terra quando necessario[1]. Sono organizzate in due squadre, ognuna con 6-8 navi, in grado di fornire viveri e munizioni per 30 giorni ad una Brigata di spedizione formata da più di 16.000 soldati e personale della marina.
    - Maritime Prepositioning Squadron 2 (MPSRON two) - Base Diego Garcia:
      - 2 LMRS classe Watson
        - USNS Sisler (T-AKR 311)
        - USNS Seay (T-AKR 302)

      - 1 LMRS classe Shughart
        - USNS GYSGT Fred W. Stockham (T-AK 3017)

      - 2 Ro-Ro classe 2nd Lt. John P. Bobo
        - USNS 1st LT Baldomero Lopez (T-AK 3010)
        - USNS SGT William R. Button (T-AK 3012)

    - Maritime Prepositioning Squadron 3 (MPSRON three) - Basi Guam e Saipan:
      - 3 Ro-Ro classe 2ND LT John P. Bobo
        - USNS 2ND LT John P. Bobo (T-AK 3008)
        - USNS PFC Dewayne T. Williams (T-AK 3009)
        - USNS 1st LT Jack Lummus (T-AK 3011)

      - 2 LMRS classe Watson
        - USNS Pililaau (T-AKR 304)
        - USNS Dahl (T-AKR 312)

    - 2 Navi munizioni classe Lewis and Clark
      - USNS Lewis and Clark (T-AKE 1) - MSPRON two
      - USNS Sacagawea (T-AKE 2) - MSPRON three

  - Navi del terzo approvvigionamento preposizionato dell'Esercito (Army Prepositioned Stock-3 - APS3) - Imbarcano l'equipaggiamento da combattimento equivalente a quello di una brigata dell'U.S. Army per supportare e sostenere le proprie truppe in caso di crisi internazionali. 5 sono navi cargo di proprietà del governo LMRS (Large, medium-speed, roll-on/roll-off ships). Ogni nave ha una capacità di carico di oltre 28.000 metri quadrati.
    - 5 LMRS classe Watson
      - USNS Red Cloud (T-AKR 313)
      - USNS Charlton (T-AKR 314)
      - USNS Watkins (T-AKR 315)
      - USNS Pomeroy (T-AKR 316)
      - USNS Soderman (T-AKR 317)

    - 2 Navi portacontainer per l'U.S. Army
      - MV LTC John U. D. Page (T-AK 4543)
      - MV SSG Edward A. Carter, Jr. (T-AK 4544)

    - 2 Navi portacontainer per l'U.S.A.F.
      - MV MAJ Bernard F. Fisher (T-AK 4396)
      - MV CAPT David I. Lyon (T-AK 5362)
- Supporto di servizio (PM4) - Provvede a fornire traino, recupero, salvataggio, supporto ai sottomarini, posa di cavi e riparazione, nonché stazioni ospedaliere galleggianti. Tutte le navi sono di proprietà del governo americano ma operate da marinai civili sotto il comando di un capitano della U.S. Navy.
  - 1 rimorchiatore oceanico classe Powhatan:
    - USNS Catawba (T-ATF 168)

  - 1 rimorchiatore oceanico MV Gary Chouest
  - 2 Navi ospedale:
    - USNS Mercy (T-AH 19)
    - USNS Comfort (T-AH 20)

  - 1 Nave recupero e salvataggio classe Safeguard:
    - USNS Salvor (T-ARS 52)

  - 2 Navi supporto per Sottomarini classe Emory S. Land:
    - USS Emory S. Land (AS 39)
    - USS Frank Cable (AS 40)

  - 5 Navi di supporto sottomarini e forze speciali
    - MV Carolyn Chouest
    - MV Dolores Chouest
    - MV Kellie Chouest
    - MV HOS Dominator
    - MV Malama

  - 2 Navi sperimentali
    - MV Ocean Valor
    - MV  HOS Resolution

  - 1 Nave comando USS Mount Whitney (LCC-20) - Nave ammiraglia della Sesta Flotta.
- Trasporto Marittimo (PM5) - Il programma provvede al trasporto oceanico di materiale per il Dipartimento della Difesa ed altre agenzie federali sia in tempo di pace che in guerra. Esso gestisce un misto di navi da carico e cisterne di proprietà del governo americano o noleggiate a lungo termine. Le prime tuttavia vengono utilizzate soltanto quando le seconde non sono disponibili. Queste navi fanno parte della cosiddetta Ready Reserve Force (RRF), controllata e mantenuta dall'amministrazione marittima, pronta per essere attivata quando richiesto in 4-20 giorni e pienamente equipaggiata e disposta sotto il controllo operativo del MSC in supporto alle forze armate americane in guerra ed alle operazioni umanitarie.
  - 1 Nave da carico materiali secchi
    - SLNC Corsica (T-AK 5423)

  - 5 Navi cisterna noleggiate a lungo termine
    - MT Empire State (T-AOT 5193)
    - MT Evergreen State (T-AOT 5205)
    - MT SLNC Pax (T-AOT 5356)
    - MT  SLNC Goodwill (T-AOT 5419)
    - MT  Stena Polaris (T-AOT 5563)
- Sussistenza alla flotta e carico materiali secchi (PM6) - Anch'essa parte della Forza logistica da combattimento (CLF), provvede al rifornimento di viveri, carburante, munizioni ed acqua potabile alle navi dell'U.S. Navy ed ai suoi alleati.
  - 12 Navi da carico materiali secchi e munizioni classe Lewis and Clark
    - Atlantic Fleet
      - USNS Robert E. Peary (T-AKE 5)
      - USNS Wally Schirra (T-AKE 8)
      - USNS William McLean (T-AKE 12)
      - USNS Medgar Evers (T-AKE 13)

    - Pacific Fleet San Diego
      - USNS Alan Shepard (T-AKE 3)
      - USNS Carl Brashear (T-AKE 7)
      - USNS Matthew Perry (T-AKE 9)
      - USNS Charles Drew (T-AKE 10)

    - Pacific Fleet Far East - Singapore
      - USNS Richard E. Byrd (T-AKE 4)
      - USNS Amelia Earhart (T-AKE 6)
      - USNS Washington Chambers (T-AKE 11)
      - USNS Cesar Chavez (T-AKE 14)

  - 2 Navi supporto da combattimento veloci classe Supply
    - USNS Supply (T-AOE 6)
    - USNS Arctic (T-AOE 8)
- Trasporto rapido forze di spedizione (PM8) - Provvede al trasferimento rapido di truppe ed equipaggiamento militare.
  - 14 Navi veloci da trasporto classe Spearhead.
    - USNS Spearhead (T-EPF 1)
    - USNS Choctaw County (T-EPF 2)
    - USNS Millinocket (T-EPF 3)
    - USNS Fall River (T-EPF 4)
    - USNS Trenton (T-EPF 5)
    - USNS Brunswick (T-EPF 6)
    - USNS Carson City (T-EPF 7)
    - USNS Yuma (T-EPF 8)
    - USNS City of Bismarck (T-EPF 9)
    - USNS Burlington (T-EPF 10)
    - USNS Puerto Rico (T-EPF 11)
    - USNS Newport (T-EPF 12)
    - USNS Apalachicola (T-EPF 13)
    - USNS Cody (T-EPF 14)

  - Navi da trasporto veloci - Il compito di queste imbarcazioni è quello di trasferire personale e carichi militari per la 3rd Marine Expeditionary Force tra Okinawa e i vari siti d'addestramento dello U.S.Pacific Command.
    - 1 Nave trasporto veloce USNS Guam (T-HSV 1);
    - 1 Nave veloce MV Alakai (T-HSV 2).